# Oulad Ali Toualaa
Oulad Ali Toualaa (franska: Oulad Ali Toualaa (CR), Oulad Ali Toualaa (Commune Rurale), arabiska: مليلة) är en kommun i Marocko.   Den ligger i provinsen Benslimane och regionen Casablanca-Settat, i den norra delen av landet, 70 km söder om huvudstaden Rabat. Antalet invånare är 5 056.